# Lijst van voetbalinterlands Libië - Mauritius
Deze lijst van voetbalinterlands is een overzicht van alle officiële voetbalwedstrijden tussen de nationale teams van Libië en Mauritius. De landen speelden tot op heden een keer tegen elkaar. De eerste ontmoeting was een kwalificatiewedstrijd voor het Wereldkampioenschap voetbal 2026 op 6 juni 2024 in Benghazi. 

## Wedstrijden
| № | Plaats   | Datum        | Competitie           | Wedstrijd         | Uitslag |
| - | -------- | ------------ | -------------------- | ----------------- | ------- |
| 1 | Benghazi | 6 juni 2024  | WK 2026 kwalificatie | Libië − Mauritius | 2 − 1   |
| 2 | n.n.b.   | oktober 2025 | WK 2026 kwalificatie | Mauritius − Libië | −       |

## Samenvatting
| Competitie      | Totaal gespeeld | Winst Libië | Gelijk | Winst Mauritius | Doelsaldo Libië – Mauritius |
| --------------- | --------------- | ----------- | ------ | --------------- | --------------------------- |
| WK-kwalificatie | 1               | 1           | 0      | 0               | 2 − 1                       |
| Totaal          | 1               | 1           | 0      | 0               | 2 − 1                       |

LFF · A-internationals · Bondscoaches · Libisch vrouwenelftal · Olympisch elftal
1960 – 1969 · 
1970 – 1979 · 
1980 – 1989 · 
1990 – 1999 · 
2000 – 2009 · 
2010 – 2019 ·
2020 − 2029
1964 · 
1965 · 
1966 · 
1967 · 
1968 · 
1969 · 
1970 · 
1971 · 
1972 · 
1973 · 
1974 · 
1975 · 
1976 · 
1977 · 
1978 · 
1979 · 
1980 · 
1981 · 
1982 · 
1983 · 
1984 · 
1985 · 
1986 · 
1987 · 
1988 · 
1989 · 
1990 · 
1991 · 
1992 · 
1993 · 
1994 · 
1995 · 
1996 · 
1997 · 
1998 · 
1999 · 
2000 · 
2001 · 
2002 · 
2003 · 
2004 · 
2005 · 
2006 · 
2007 · 
2008 · 
2009 · 
2010 · 
2011 · 
2012 · 
2013 ·
2014 ·
2015 ·
2016 ·
2017 ·
2018 ·
2019 ·
2020 ·
2021 ·
2022 ·
2023
Algerije ·
Angola ·
Argentinië ·
Bahrein ·
Benin ·
Botswana ·
Burkina Faso ·
Canada ·
Centraal-Afrikaanse Republiek ·
Comoren ·
Congo-Brazzaville ·
Congo-Kinshasa ·
Egypte ·
Equatoriaal-Guinea ·
Ethiopië ·
Gabon ·
Gambia ·
Ghana ·
Griekenland ·
Guinee ·
Indonesië ·
Irak ·
Iran ·
Ivoorkust ·
Jemen ·
Jordanië ·
Kaapverdië ·
Kameroen ·
Kazachstan ·
Kenia ·
Koeweit ·
Lesotho ·
Libanon ·
Liberia ·
Malawi ·
Maleisië ·
Mali ·
Malta ·
Marokko ·
Mauritanië ·
Mauritius ·
Mozambique ·
Myanmar ·
Namibië ·
Niger ·
Nigeria ·
Oeganda ·
Oekraïne ·
Oman ·
Palestina ·
Polen ·
Qatar ·
Rwanda ·
Sao Tomé en Principe ·
Saoedi-Arabië ·
Senegal ·
Seychellen ·
Soedan ·
Swaziland ·
Syrië ·
Tanzania ·
Thailand ·
Togo ·
Tsjaad ·
Tunesië ·
Turkije ·
Uruguay ·
Verenigde Arabische Emiraten ·
Wit-Rusland ·
Zambia ·
Zimbabwe ·
Zuid-Afrika ·
Zuid-Korea
MFA · Mauritiaans vrouwenelftal
1947 – 1959 · 
1960 – 1969 · 
1970 – 1979 · 
1980 – 1989 · 
1990 – 1999 · 
2000 – 2009 · 
2010 – 2019 ·
2020 – 2029
Angola ·
Botswana ·
Burundi ·
Comoren ·
Congo-Brazzaville ·
Congo-Kinshasa ·
Djibouti ·
Egypte ·
Equatoriaal-Guinea ·
Ethiopië ·
Fiji ·
Gabon ·
Ghana ·
Guinee ·
Hongkong ·
India ·
Indonesië ·
Ivoorkust ·
Kaapverdië ·
Kameroen ·
Kenia ·
Lesotho ·
Liberia ·
Libië ·
Macau ·
Madagaskar ·
Malawi ·
Malediven ·
Mauritanië ·
Mongolië ·
Mozambique ·
Namibië ·
Nepal ·
Nieuw-Caledonië ·
Oeganda ·
Pakistan ·
Qatar ·
Rwanda ·
Saint Kitts en Nevis ·
Sao Tomé en Principe ·
Senegal ·
Seychellen ·
Singapore ·
Soedan ·
Swaziland ·
Syrië ·
Tanzania ·
Togo ·
Tsjaad ·
Tunesië ·
Zambia ·
Zimbabwe ·
Zuid-Afrika